# چاینا تایپینگ
چاینا تایپینگ (به چینی: 中國太平保險控股有限公司) شرکت بیمه چینی است، که در زمینه ارائه خدمات بیمه اتکایی، مدیریت دارایی، بیمه عمر و بیمه اموال فعالیت می‌نماید.
شرکت چاینا تایپینگ در سال ۲۰۰۰ تأسیس شد دفتر مرکزی این شرکت در هنگ کنگ قرار دارد و بخشی از سهام آن در بازار بورس اوراق بهادار هنگ کنگ معامله می‌شود.